# Lagoinha (São Paulo)
Lagoinha is een gemeente in de Braziliaanse deelstaat São Paulo. De gemeente telt 4.909 inwoners (schatting 2009).

## Aangrenzende gemeenten
De gemeente grenst aan Aparecida, Cunha, Guaratinguetá, Pindamonhangaba, Roseira, São Luís do Paraitinga en Taubaté.